# Kolonia Rozniszew
Kolonia Rozniszew – wieś sołecka w Polsce położona w województwie mazowieckim, w powiecie kozienickim, w gminie Magnuszew.
W latach 1975–1998 miejscowość administracyjnie należała do województwa radomskiego.
Wierni kościoła rzymskokatolickiego należą do parafii  Narodzenia Najświętszej Maryi Panny w Rozniszewie.